# Arbon, Idaho
- Prezentul articol se referă la Arbon, una din localitățile neîncorporate din comitatul Power din statul  Idaho din  Statele Unite ale Americii.  Pentru alte utilizări ale numelui, vedeți Arbon (dezambiguizare).

Arbon este o comunitate neîncorporată din comitatul Power din statul Idaho, Statele Unite.
Arbon se găsește la aproximativ 38 de km (circa 25 de mi) nord-vest de localitatea Malad City. Arbon are un oficiu poștal având has a post office with codul poștal 83 212. 

## Climat
Conform clasificării Köppen, Arbon are un climat semi-arid, abreviat „BSk” pe hărțile cu climă.